# Istituto Lama Tzong Khapa

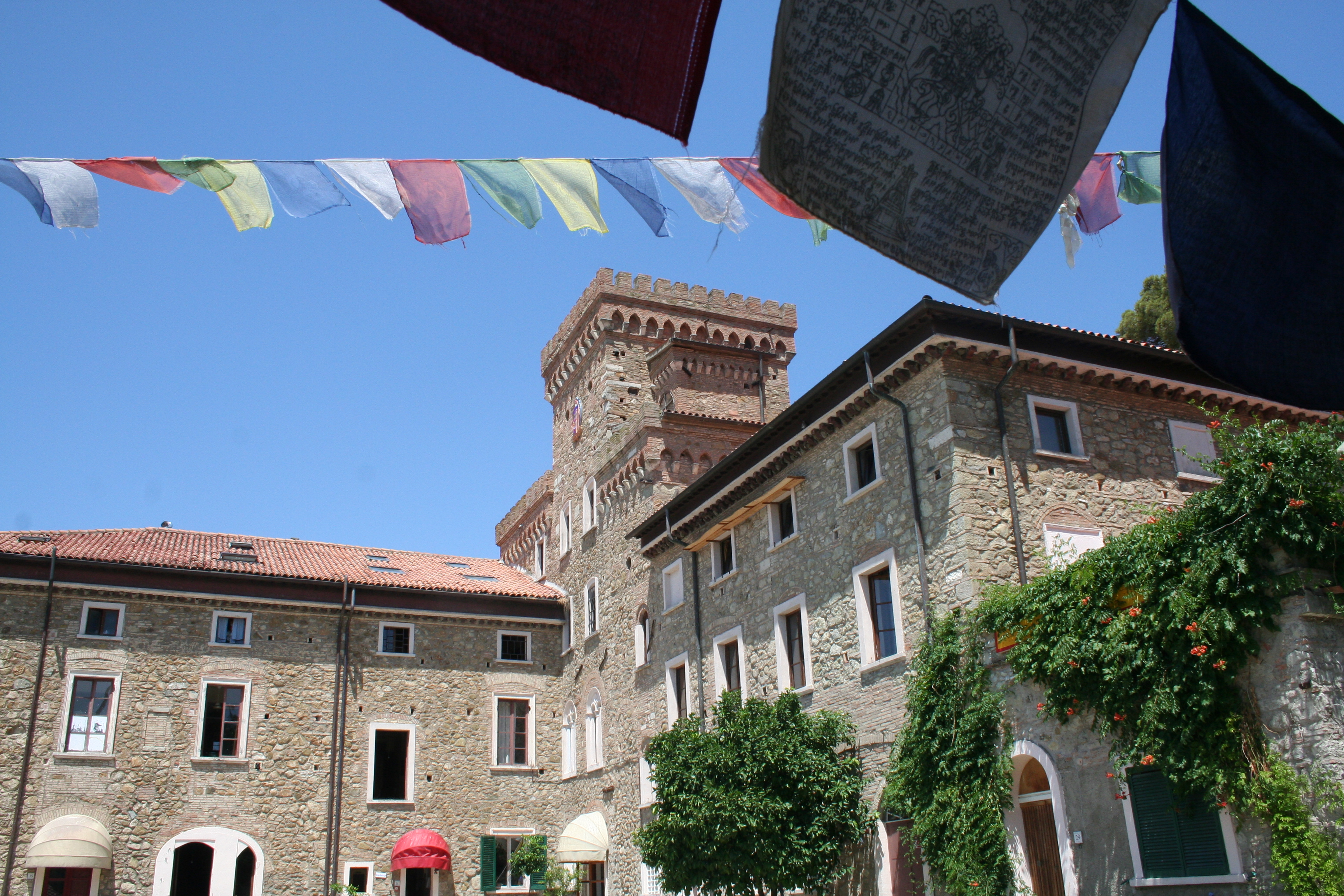
Veduta dell'Istituto Lama Tzong Khapa.

L'Istituto Lama Tzong Khapa è un Centro internazionale di buddismo tibetano che opera per preservare e trasmettere il buddhismo della tradizione Mahāyāna. 
L’Istituto si trova in Toscana a Pomaia, frazione di Santa Luce, ed ospita le attività del centro, il quale si compone di un Sangha (comunità dei praticanti) monastico e laico, da un gruppo eterogeneo di studenti e ospiti saltuari, staff, volontari e residenti.

## Storia

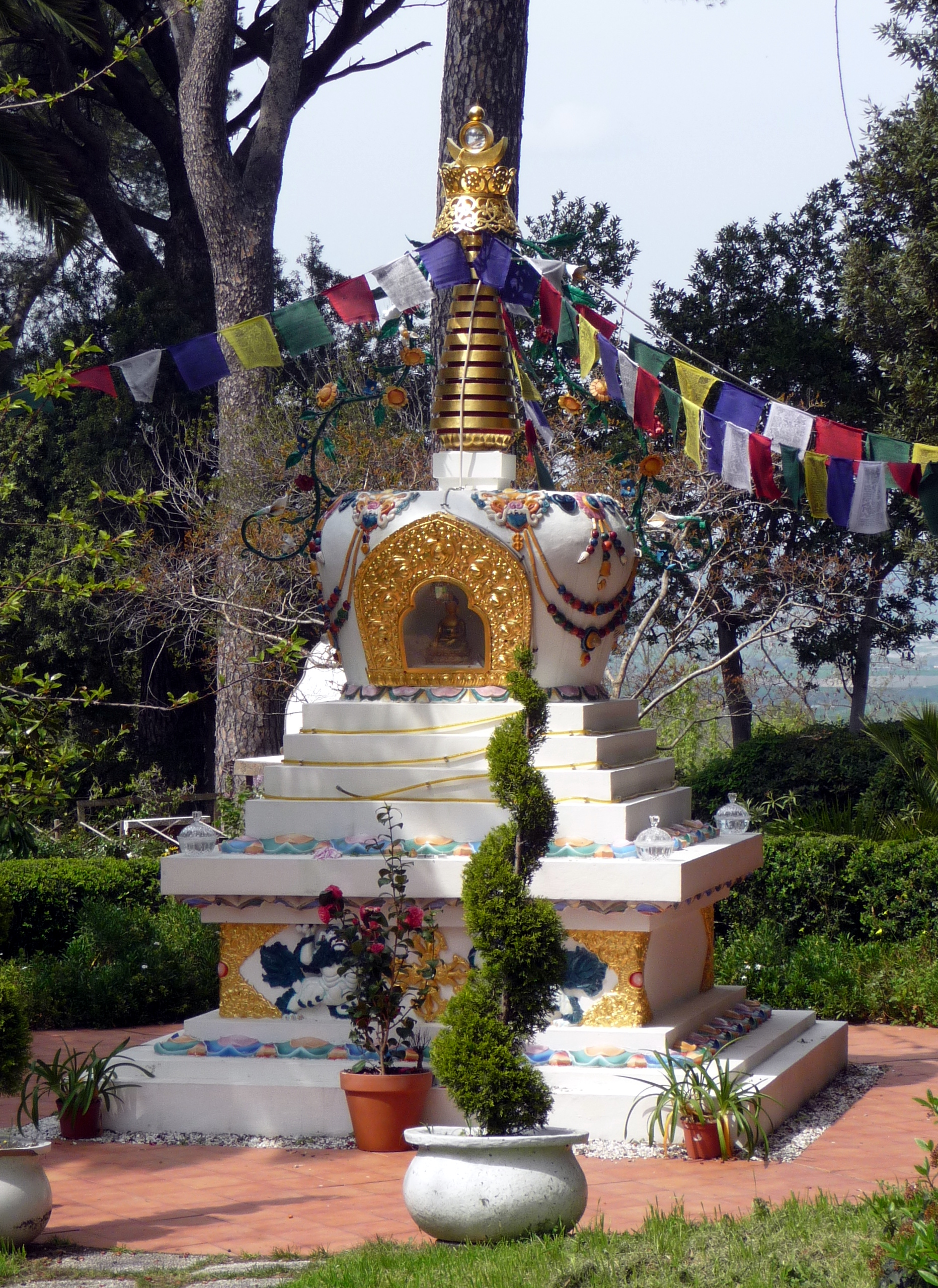
Uno stupa nella sede dell'istituto

L'istituto è stato fondato nel 1977 da Lama Thubten Yeshe e Lama Thubten Zopa. Da allora, maestri tibetani di passaggio e monaci occidentali iniziarono a tenere brevi corsi di Dharma (insegnamenti del Buddha) e da allora le attività dell’Istituto si sono via via incrementate. Divenuto scuola internazionale per gli studi e la pratica del buddismo, l’istituto ha ospitato il XIV Dalai Lama, Tenzin Gyatso nel 1982, e successivamente in altre quattro occasioni.
Il centro è affiliato all'Unione buddhista italiana e alla Fondazione per la preservazione della tradizione Mahayana (FPMT). Il lignaggio di riferimento è la scuola Gelug (i Virtuosi) appartenente alla corrente Mahayana, inclusivo dello studio e della pratica dei Sutra e dei Tantra. Gli insegnamenti vengono impartiti dai maestri residenti nel centro, dai maestri ospiti, da monaci o da laici del Sangha. E' considerato il più grande centro buddhista di Europa ed è frequentato da personaggi di rilievo del mondo della cultura e dello spettacolo. I monaci del centro vengono invitati a vari eventi esterni e a iniziative rivolte a diversi settori della società, quali ad esempio quelle rivolte alla popolazione carceraria.
Dal 2016 l'istituto ha firmato una convenzione di collaborazione scientifica con l’Università di Pisa. È stato riconosciuto civilmente come Ente di culto e come Onlus nel 2017.
Nel 2021, al termine di un lungo iter burocratico, è stata firmata una convenzione tra il comune di Santa Luce e una onlus costituita dai monaci di Pomaia per l'edificazione di un nuovo monastero all'interno della cava dismessa di Poggio alla Penna, nei pressi dell'Istituto.

## La sede
L’edificio, all’interno del quale svolge le proprie attività l’Istituto, venne acquistato nel 1976 dalla famiglia Corona di Milano.  Esso consiste in una villa padronale, all’epoca fatiscente ora ristrutturata, con una torre che la faceva somigliare a un castello ed è circondata da alcuni ettari di terreno con boschetto e olivi. Fin da subito fu avviato un lavoro di restauro e trasformazione dell’edificio e di bonifica del terreno. 
Nel giardino del Centro si trova la più alta statua d'Europa di Avalokiteśvara/Cenresig, che fu realizzata dallo scenografo Dante Ferretti per il film di Martin Scorsese Kundun; una volta dismesso il set fu trasferita dal Marocco in Italia dove lo scultore Alessio Pazzini e il suo staff la restaurarono per farla aderire ai precisi canoni iconografici buddisti.